# 4849 Ardenne
4849 Ardenne (1936 QV) là một tiểu hành tinh vành đai chính được phát hiện ngày 17 tháng 8 năm 1936 bởi Karl Wilhelm Reinmuth ở Heidelberg.